# Olaf Däter
Olaf Däter (ur. 25 września 1969 w Bremerhaven) – niemiecki seryjny morderca nazwany przez media „mordercą babć z Bremerhaven” (niem: Oma-Mörder von Bremerhaven). Zamordował 5 starszych kobiet.
Däter był z zawodu pielęgniarzem. Dorywczo opiekował się osobami starszymi. Mężczyzna szybko zdobywał zaufanie pracodawców, mimo to zdarzało się, że tracił tę pracę z różnych powodów. W czerwcu 2001 roku włamał się do domów sześciu staruszek, którymi się w przeszłości opiekował. Gdy był wewnątrz, dusił je, a następnie zabierał wartościowe przedmioty. Ostatnia kobieta przeżyła, gdyż Däter sądził, że staruszka nie żyje.
Däter został aresztowany pod zarzutem pięciu morderstw. Ostatnia niedoszła ofiara szybko rozpoznała sprawcę napaści. Głównym motywem zbrodni była chęć szybkiego zysku. Däter był zadłużony na 35 000 euro, jednak według ustaleń policji, wydawał skradzione pieniądze na spotkania towarzyskie z prostytutkami.
Olaf Däter został skazany przez sąd w Bremie na dożywocie.

## Ofiary Dätera
| Lp. | Ofiara               | Wiek | Data            |
| --- | -------------------- | ---- | --------------- |
| 1.  | Lisbeth Nägler       | 87   | 6 czerwca 2001  |
| 2.  | Margarethe Michaelis | 85   | 7 czerwca 2001  |
| 3.  | Helene König         | 83   | 10 czerwca 2001 |
| 4.  | Lieselotte Schwarz   | 85   | 12 czerwca 2001 |
| 5.  | Anneliese Kaun       | 89   | 14 czerwca 2001 |